# Marie de Saxe-Weimar
La duchesse Marie de Saxe-Weimar (7 octobre 1571 - 7 mars 1610) est la princesse-abbesse de Quedlinbourg, de 1601, jusqu'à sa mort.
Née à Weimar, Marie est la fille de Jean-Guillaume de Saxe-Weimar, et Dorothée-Suzanne de Simmern.
La princesse-abbesse Anne III de Stolberg, abbesse de Quedlinbourg est décédée le 12 mai 1601. Le prévôt de la congrégation est mort de la peste et n'avait pas été remplacé. Marie est suggérée comme nouvelle abbesse par le protecteur de l'abbaye, son frère, Frédéric-Guillaume Ier de Saxe-Weimar. L'Empereur Rodolphe II confirme son élection, le 2 juillet.
Son règne est calme. Elle est réticente à affronter les ducs de Saxe, protecteurs de l'abbaye, ce qui conduit à la diminution de sa propre autorité temporelle. Elle est décédée subitement à Halle, en Saxe-Anhalt, sur le chemin de Dresde, et est enterrée à Quedlinbourg. Elle est remplacée par la princesse Dorothée de Saxe.